# فالکونارا ماریتیما
فالکونارا ماریتیما (به ایتالیایی: Falconara Marittima) یک کومونه در ایتالیا است که در استان آنکونا واقع شده‌است.

## خصوصیات
فالکونارا ماریتیما ۲۵ کیلومترمربع مساحت و ۲۷٬۸۷۹ نفر جمعیت دارد و ۵ متر بالاتر از سطح دریا واقع شده‌است.